# Масове вбивство у Керчі
Масове вбивство (теракт) у Керчі — акт насильства, що стався 17 жовтня 2018 року в політехнічному коледжі в місті Керч на тимчасово окупованій території в Криму (Україна).
В результаті вибуху і стрілянини загинула 21 людина з-поміж учнів і персоналу навчального закладу, зокрема і сам нападник; постраждали 67 осіб. Найбільше за кількістю жертв масове вбивство в навчальному закладі в новітній історії Європи.
У скоєнні злочину підозрюється 18-річний студент коледжу Владислав Росляков. За версією слідства, він заклав вибуховий пристрій в їдальні навчального закладу і відкрив стрілянину по учнях і працівниках, після чого застрелився. Деякими засобами масової інформації було висловлено припущення, що Росляков міг наслідувати дії вбивць, які в квітні 1999 року здійснили напад на школу «Колумбайн».

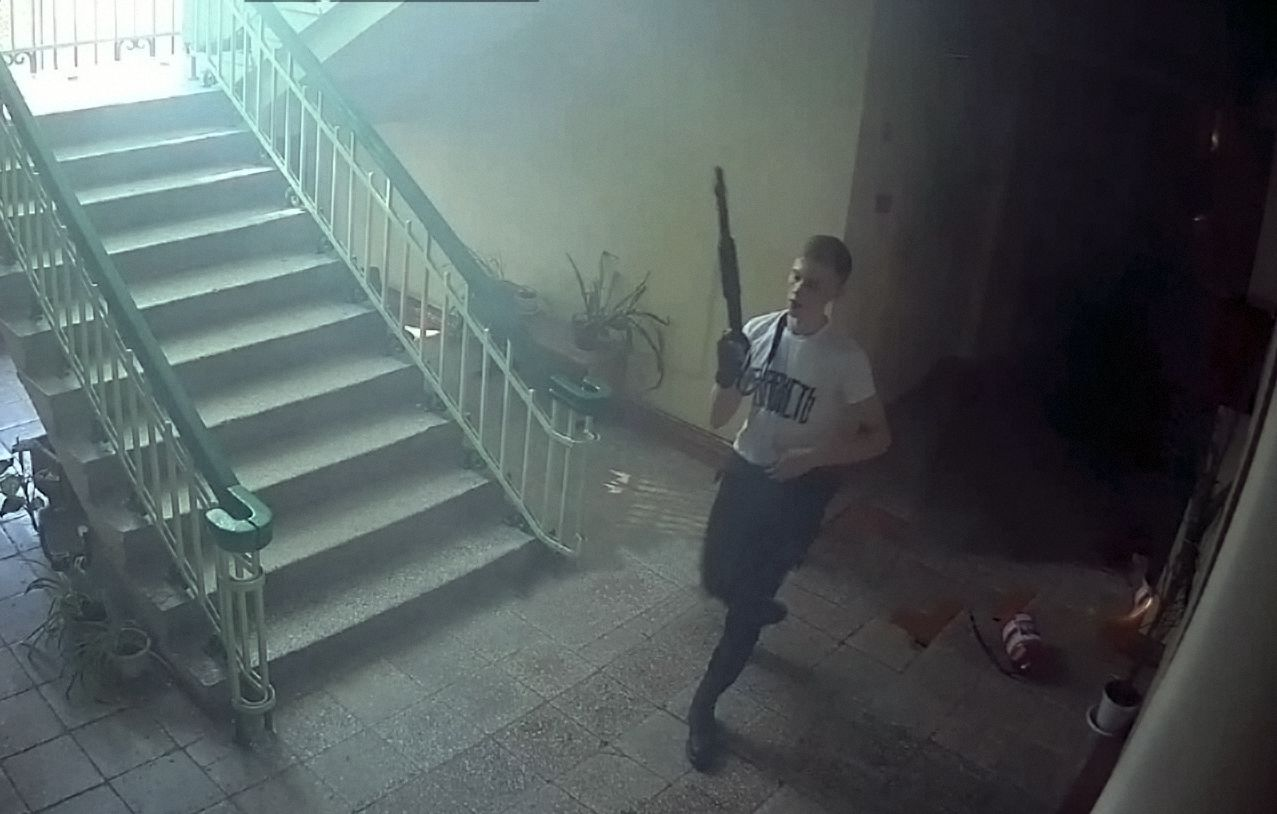
Владислав Росляков зі зброєю на камері відеоспостереження у коридорі коледжу.

## Перебіг подій
18-річний студент Владислав Росляков з двома торбами та рушницею «Hatsan Escort Aimguard» заходить до коледжу через запасний вхід приблизно о 10:00 - 10:20 (UTC+3)[джерело?]. Влад підіймається на другий поверх та заходить у непрацюючий туалет, де залишає торбу з рушницею, набоями та саморобними вибуховими пристроями. Там він перебуває більше години. Після цього він виходить звідти тільки з одним наплічником, у якому вибухівка. По дорозі в буфет Влад спускається на перший поверх у районі бібліотеки, де запасний вихід, та, за допомогою навісного замка, який був у нього зі собою, намагається зачинити двері, але йому це не вдається і він залишає його в протипожежному ящику. Далі Влад зупиняється та ставить на тумбочку наплічник, у якому вибухівка, і наводить таймер приблизно на 10 хвилин, за відліком цього часу має відбутися вибух. Відтак він спускається на перший поверх та сідає біля буфету і чекає на початок великої перерви. Він сидить там кілька хвилин та о 11:37 він заходить в буфет, проводить там 2 хвилини і залишає наплічник з вибухівкою. Після цього Влад, знімаючи з себе куртку та оголюючи білу футболку з чорним написом "НЕНАВИСТЬ", рухається поспіхом на другий поверх до непрацюючого туалету, для того щоб екіпіруватися. В 11:44 пролунав вибух який був для Рослякова сигналом, він починає стріляти з вікна туалету в напрямок внутрішнього двору коледжу, кілька людей було поранено, двох з яких смертельно. Перезарядивши зброю, він виходить з туалету і стріляє по всіх, хто йому трапляється на очі, також заходячи до кабінетів та розстрілюючи студентів з викладачами. Обійшовши другий поверх, він спускається на перший та ходить по коридору смикаючи клямки дверей, намагаючись проникнути в кабінети та стріляє з вікна. Далі він підпалює дві димові шашки і кидає їх в коридорі. Після цього Влад знову піднімається на другий поверх, смикає за ручку дверей кабінета та прострелює замок не заходячи в середину, стріляє по гучномовцях, ходить по поверху, та згодом спрямовує на перший поверх. Спустившись на сходову клітку, робить кілька пострілів з вікна, та спускається вниз. Стріляє по вогнегаснику та починає перезаряджати рушницю. Перезарядивши рушницю він заходить до бібліотеки яка межує з кабінетом інформатики в яку Росляков одразу пішов. Зайшовши в кабінет інформатики він робить два постріли по моніторам, перезаряджає рушницю та заходить знову до бібліотеки, посуває парти, стріляє по книжній полиці, та сідає навпроти книжної полиці, та застрелюєтся пострілом в рот. Всі хто загинув всередині коледжу були знайдені на другому поверсі та на сходовій клітці. При огляді у нападника було знайдено окрім рушниці та набоїв до неї, упаковку сильнодіючої отрути, ніж, кілька газових балончиків та студентський квиток. В непрацюйочому туалеті також були знайдені: коктейль Молотова, саморобні гранати, набої до рушниці, мобільний телефон, ліцензію на зброю та паспорт.

## Наслідки
Загинула 21 особа, включно з убивцею. Серед вбитих 15 були студентами коледжу, 5 — співробітниками. Поранені, травмовані — 52. Переважна більшість загиблих — від вогнепальних поранень, постраждалих — від вибуху. Постраждалі були доправлені в Керченську лікарню № 1, лікарні смт Леніне (Ленінський район), Сімферополя, Темрюка. 13 осіб залишили медичні заклади після наданої медичної допомоги. Міністр охорони здоров'я РФ Вероніка Скворцова повідомила, що в людей, які постраждали від вибуху, численні поранення дрібними металевими предметами, якими, очевидно, був начинений вибуховий пристрій. Віцепрем'єр окупаційної адміністрації Криму повідомив, що родинам загиблих з місцевого бюджету виплатять по 1 млн рублів і постраждалим — 500 тис. 22 родини виявили бажання припинити навчання своїх дітей у коледжі. Навчання в закладі відновлено 23 жовтня. Станом на 29 жовтня у на стаціонарному лікуванні в медичних закладах Криму перебував 21 потерпілий.
Співчуття у зв'язку з трагедією висловили Генеральний секретар Ради Європи, голова ПАРЄ, канцлер ФРН, президенти України, Росії, Білорусі та Єгипту, міністр закордонних справ Латвії, МЗС Фінляндії, Таїланду, Польщі та Чехії. На зустрічі з генпрокурором Росії Юрієм Чайкою співчуття висловив президент Сербії Александар Вучич. Голова окупаційної адміністрації Криму Сергій Аксьонов оголосив триденну жалобу. Тернопільська ОДА оголосила 19 жовтня днем жалоби. На території області обмежили розважально-концертні заходи та приспустили прапор України з чорною стрічкою.
17 жовтня у прямому ефірі програми «60 минут» на телеканалі «Россия-1» ведучі взяли інтерв'ю в нібито очевидця подій — у дівчини, яка, як пізніше з'ясувалось, назвалась іменем однієї з загиблих жертв. На прохання журналістів телеканалу «Дождь» журналісти і пресслужба каналу не змогли пояснити ситуацію. Згодом також стало відомо, що керівники інформаційних агентств і телеканалів заборонили підлеглим вдаватись до паралелей із масовим вбивством 1999 року в американській школі «Колумбайн». На сайті «Вести.ру» була опубліковане відео, на якому Росляков, несучи сумки зі зброєю, привітався з одним учнем передавши йому щось з рук у руки та деякий час вони йшли разом, журналісти сайту припустили, що це був спільник Рослякова, але пiзніше виявилось що це лаборант який працював у цьому коледжі, Влад передав йому флешку з якоюсь інформацією на ній. Пізніше відео і новина були видалені із сайтів «Вести.ру» і «Вести. Крым», а також з YouTube-каналу «Вести. Крым».
Мати Владислава Рослякова потрапила до психіатричної лікарні. За місяць по тому вийшла з лікарні, поховала останки сина і працює, помешкання орендує, у своїй попередній квартирі не живе, веде відлюдькуватий спосіб життя.

## Жертви
Список загиблих:
| №  | Прізвище, ім'я, по батькові       | Дата народження   | Вік | Про особу | Обставини смерті                                                                                 |
| -- | --------------------------------- | ----------------- | --- | --- | ------------------------------------------------------------------------------------------------ |
| 1  | Бакланова Світлана Юріївна        | 12 липня 1961     | 57  | Заступник директора з навчальної роботи, викладач (математика)                                                                         | Вогнепальне поранення в груди. Вбита біля свого кабінету на 2-му поверсі.                        |
| 2  | Бакланова Анастасія В'ячеславівна | 1 листопада 1991  | 26  | Завідувачка інформаційно-профорієнтаційною роботою, начальник відділу ІКТ та зв'язків з громадськістю, викладач (фінанси, податки)     | Вогнепальне поранення у голову. Вбита біля кабінету матері Світлани Бакланової, на 2-му поверсі. |
| 3  | Кудрявцева Лариса Борисівна       | 14 березня 1956   | 62  | Завідувачка відділенням хіміко-технологічних та механічних дисциплін, викладач (технологічне обладнання)                               | Вогнепальні поранення грудної клітки. Вбита біля аудиторії.                                      |
| 4  | Моісеєнко Олександр Володимирович | 27 червня 1972    | 46  | Викладач (інформаційні технології, інформатика, комп'ютерна графіка, астрономія). Куратор групи МЕПЗ-15-1/9, у якій навчався Росляков. | Вогнепальні поранення. Вбитий біля аудиторії.                                                    |
| 5  | Устенко Людмила Олександрівна     | 15 жовтня 1953    | 64  | Працівниця коледжу (секретар) | Вогнепальні поранення. Вбита у коридорі на 2-му поверсі.                                         |
| 6  | Болдіна Ксенія Олександрівна      | 28 листопада 2000 | 17  | Студентка | Загинула внаслідок вибуху.                                                                       |
| 7  | Вердібоженко Владислав Євгенович  | 23 серпня 2003    | 15  | Студент | Загинув внаслідок вибуху.                                                                        |
| 8  | Демчук Вікторія Віталіївна        | 4 квітня 2001     | 17  | Студентка | Постраждала під час вибуху, померла в лікарні від поранень після операції з ампутації ноги.      |
| 9  | Джураєв Руден Рішатовіч           | 21 листопада 2001 | 16  | Студент | Загинув внаслідок вибуху.                                                                        |
| 10 | Журавльова Ганна Олександрівна    | 27 грудня 1998    | 19  | Студентка | Загинула внаслідок вибуху.                                                                       |
| 11 | Каримов Роман Валерійович         | 16 вересня 1997   | 21  | Студент | Загинув внаслідок вибуху.                                                                        |
| 12 | Керова Аліна Сергіївна            | 28 травня 2002    | 16  | Студентка | Загинула внаслідок вибуху.                                                                       |
| 13 | Лавринович Олексій Віталійович    | 12 вересня 1999   | 19  | Студент. Приїхав на навчання з Темрюкского району РФ у 2015, навчався в одній групі з Росляковим.                                      | Помер в лікарні від вогнепального поранення.                                                     |
| 14 | Лазарєв Владислав Віталійович     | 6 вересня 1999    | 19  | Студент | Вогнепальні поранення. Вбитий на 2-му поверсі біля непрацючого туалету.                          |
| 15 | Лисенко Руслан Валерійович        | 3 листопада 2000  | 17  | Студент | Загинув внаслідок вибуху.                                                                        |
| 16 | Перепьолкін Єгор Андрійович       | 4 вересня 1999    | 19  | Студент. Сім'я переїхала в Керч з Челябінська після окупації Криму                                                                     | Загинув внаслідок вибуху.                                                                        |
| 17 | Пипенко Данило Ігорович           | 29 серпня 2002    | 16  | Студент | Вогнепальні поранення грудей і плечей. Вбитий на сходах.                                         |
| 18 | Степаненко Сергій Олександрович   | 30 серпня 2003    | 15  | Студент | Загинув внаслідок вибуху.                                                                        |
| 19 | Флоренський Микита Данилович      | 26 червня 2002    | 16  | Студент | Вогнепальні поранення. Вбитий у внутрішньому дворі коледжа.                                      |
| 20 | Чегерест Дар'я Олександрівна      | 15 жовтня 2002    | 16  | Студентка | Померла в лікарні від вогнепального поранення.                                                   |
| 21 | Росляков Владислав Ігорович       | 2 травня 2000     | 18  | Студент 4-го курсу, групи МЕПЗ-15-1/9. Підозрюваний у масовому вбивстві.                                                               | Вогнепальне поранення голови, за версією слідства — застрелився з рушниці пострілом в рот.       |

Загальна кількість загиблих і постраждалих — 88 осіб, з них 52 неповнолітніх. Загиблих — 21, з них 10 неповнолітніх. 16 осіб, включно зі стрілцем, загинули на місці, 4 — померлі у лікарнях, 1 — під час транспортування. Постраждали 67 осіб, з них 42 неповнолітніх. Найпоширеніші ушкодження — рвані рани нижніх кінцівок, переломи, термічні опіки. Станом на 31 жовтня на стаціонарному лікуванні перебувають 42 людини.

## Кримінальне провадження
Прокуратура АР Крим відкрила кримінальне провадження за статтею «теракт» (ст. 258 ч. 3 ККУ). Про це повідомив заступник начальника відділу прокуратури АР Крим під час брифінгу в Києві.
Слідчий комітет РФ офіційно заявив, що убивцею був студент цього ж закладу Владислав Росляков. Росляков народився 2000 року в Керчі. 2015 року зарахований на спеціальність «Монтаж, налагодження та експлуатація електрообладнання промислових і громадських споруд». Зброю придбав легально. Довідки, подані Росляковим, були перевірені у серпні 2018 року. Дозвіл на рушницю отримав у вересні у відділі ліцензійно-дозвільної роботи по Керчі і Ленінському району управління Росгвардії.
Слідчий комітет Російської Федерації спочатку порушив кримінальну справу за статтею «терористичний акт», потім перекваліфікував її на «вбивство двох і більше осіб загальнонебезпечним способом».
Крім основної версії, за якою вбивця був один, розглядається й інша, — що йому «допомагали». Про те, що вбивця був не один говорять мешканці Керчі, щодо ймовірності його самогубства з дробовика сперечаються експерти. У помешканнях відрахованих раніше студентів коледжу відбулись обшуки. Силовики-окупанти шукають можливих спільників убивці.
У квітні 2019 року очільник Слідчого комітету РФ Олександр Бастрикін, під час виступу на міжнародній конференції у Всеросійському державному університеті юстиції, назвав причиною трагедії приниження Рослякова з боку однолітків: «Причина — приниження. Цього хлопчика в Керчі весь час принижували однокласники. Виявляється, зараз важливо ходити в джинсах саме американських, а не в підробці під американські, футболка точно така ж, не підробка. Він підробляв, купував на ринку, у нього мама одна була. Його постійно принижували на цій основі, ось результат».